# Band
 Denne artikel omhandler musikgrupper. Opslagsordet har også en anden betydning, se Band (kirke).
 For alternative betydninger, se The Band. (Se også artikler, som begynder med The Band)
Band er et nutidigt udtryk for orkester. Ordet har engelsk oprindelse. Et band består af to eller flere musikere, der spiller på samme – eller på forskellige instrumenter, evt. ledsaget af sang. Et band med over tolv musikere kaldes et bigband. Af øvrige underkategorier kan f.eks. nævnes: Brassband, danseband, steelband, jazzband, rockband og coverband.